# Ґат

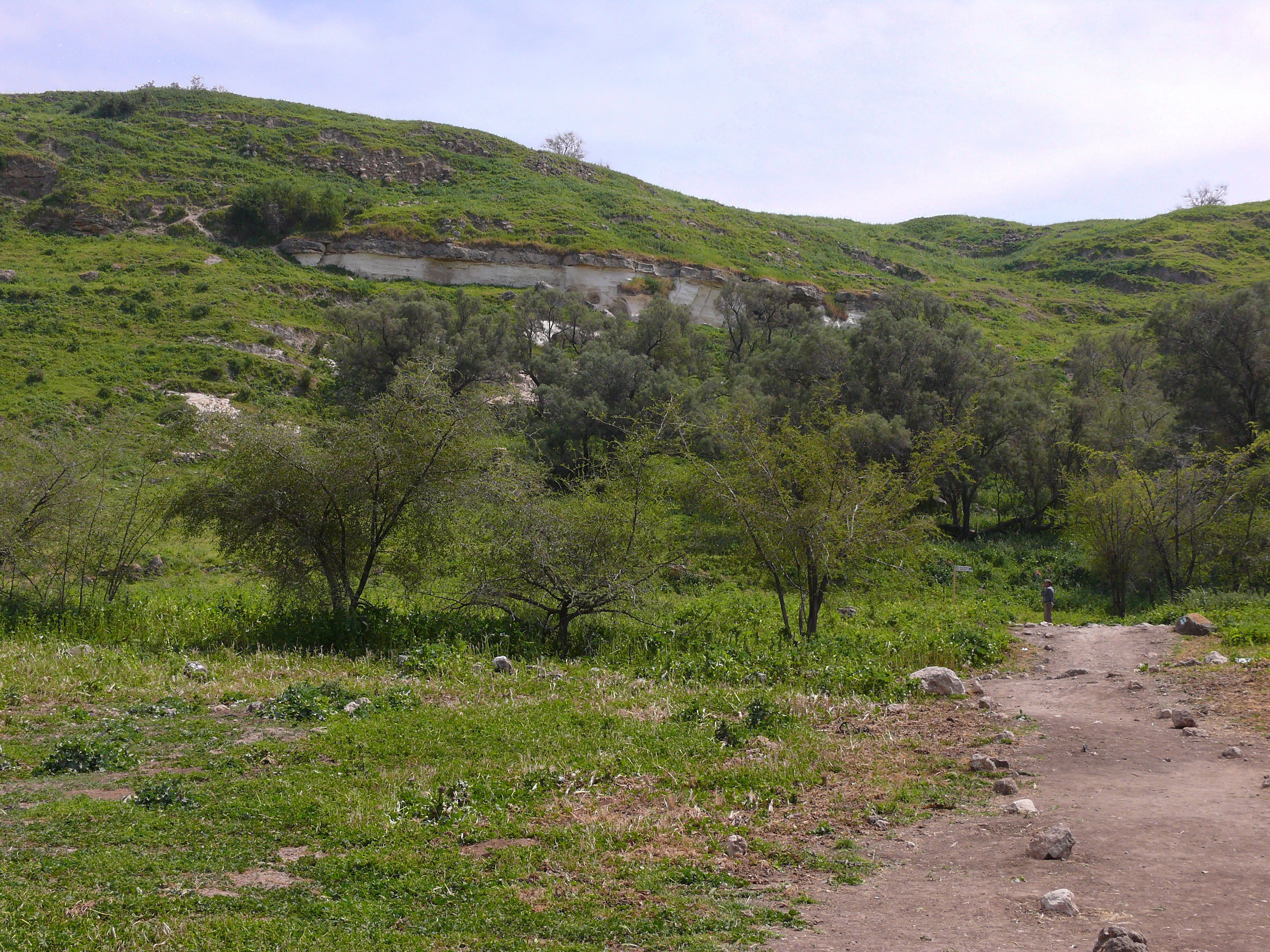
Біблійний Ґат сьогодні

Ґат (Gat) на сході філістимських володінь

Гат (івр. גת, Ґат — винодавильня) — давнє філістимське місто, одне з п'яти царських міст, що згадуються в Біблії (Нав. 13:3, 1 Цар. 6:17).

## Історія
Місто вперше згадується на одній з глиняних табличок Амарнського архіву (EA 278–280, XIV ст. до н. е.).
За Біблією, сюди з Ашдоду було перенесено Ковчег Заповіту, а звідси — в Екрон, внаслідок наростів та виразок, що з'явилися на людях, які охороняли Ковчег (1 Цар.5 :1-12). Ґат був батьківщиною Голіафа (1 Цар.17: 4,23), в ньому також тимчасово перебував Давид, коли ховався від Саула. Слуги Ахіша, ґатського правителя, упізнали в особі Давида царя, якому «співали в хороводах і говорили: Саул повбивав свої тисячі, а Давид десятки тисяч». Давид, остерігаючись переслідування Ахіша (1Цар.21 :10-15), врятувався тим, що прикинувсь божевільним на очах у ґатян і креслив на дверях (кидався на руки свої) і пускав слину свою на свою бороду. Згодом Ґат був захоплений сирійцями (4 Цар 12:17).
Біблійний Ґат був розташований на височині (нині Телл-Ес-Сафієр) й займав міцну позицію (4 Цар.11: 8) на кордоні філістимлян з коліном Юдиним. Часті війни, мабуть, рано зруйнували Ґат, оскільки про нього вже не згадують пізніші (або т. з. «малі») пророки (Соф.2: 4, Зах.9 :5-6) в числі інших царських міст філістимських.
Величні руїни замку та залишки деяких житлових будівель свідчать про значення міста в минулому, та чи належать ці руїни до ранньої історії Гату, невідомо, оскільки про них згадується лише в часи хрестових походів.

## У Біблії
- Перша книга Самуїла, гл. 27[1]:

|  | І осівся Давид з Ахішем у Ґаті, він та люди його, кожен із домом своїм, Давид та дві жінки його: ізреелітка Ахіноан та Авіґаїл, колишня жінка Навалова, кармелітка. |